# Bep van Klaveren
Pour les articles homonymes, voir van Klaveren.
Bep van Klaveren est un boxeur néerlandais né le 26 septembre 1907 et mort le 12 février 1992 à Rotterdam.

## Carrière
Champion olympique des poids plumes aux Jeux d'Amsterdam en 1928 après sa victoire en finale contre le boxeur Argentin Victor Peralta, il passe professionnel l'année suivante et remporte les titres de champion des Pays-Bas et champion d'Europe EBU dans les catégories poids légers et poids moyens.

## Parcours aux Jeux olympiques
Jeux olympiques d'été de 1928 à Amsterdam (poids plumes) :
- Bat Juan Muñoz (Espagne) aux points
- Bat Frederick Perry (Grande-Bretagne) aux points
- Bat Harry Devine (États-Unis) aux points
- Bat Victor Peralta (Argentine) aux points